# Sacrificios de sirvientes en el Antiguo Egipto

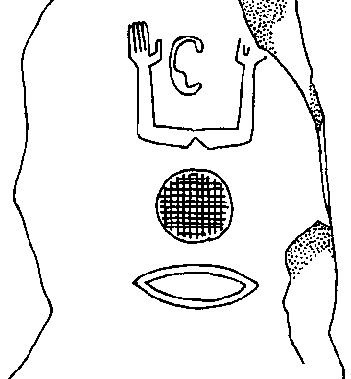
Estela de la tumba de un miembro de la corte real de la necrópolis de un faraón de la primera dinastía en Abydos.(Ilutstración del libro Royal Tomb of the earliest dynasties de Sir William Matthew Flinders Petrie)

Los sacrificios de sirvientes en el Antiguo Egipto era un tipo de sacrificio humano en el que los faraones y, ocasionalmente, otros miembros de la alta nobleza de la corte hacían matar a sus sirvientes tras su muerte para que siguieran sirviéndoles en la otra vida. Existen numerosas pruebas de manipulación de restos humanos y posiblemente de sacrificios humanos desde el periodo predinástico y especialmente durante la Primera Dinastía, entre el 3100 a. C. y el 2900 a. C. para decaer paulatinamente hasta su práctica desaparición.

## Contexto histórico

### Creencias religiosas en el más allá
Los antiguos egipcios, al igual que otras culturas, creían en una vida después de la muerte, y gran parte de lo que queda de su civilización se refleja en sus templos y estructuras funerarias que han sobrevivido al paso del tiempo. Un pensamiento fundamental egipcio era su creencia en la vida más allá de la muerte y en la existencia del ka, fuente de la vida, esencia y alma de la persona que viviría en la otra vida. Los egipcios también consideraban que el ka debía tener un cuerpo al que regresar y por ello momificaban a sus muertos. Junto a esta momificación también enterraban estatuas del ka del difunto y servirían de reemplazo si el cuerpo se descomponía o desaparecía. Era especialmente importante asegurar la presencia del ka del faraón en la otra vida, debido a su posición predominante tanto en la política como en la religión.
Los egipcios consideraban el más allá como una prolongación de esta vida y creían que podrían disfrutar de las mismas actividades. También pensaban que podrían mantener la misma jerarquía social. Los egipcios, especialmente las élites, estaban muy preocupados por asegurarse de que su vida de ultratumba fuera tan cómoda, si no más, que su vida en la tierra. En las tumbas excavadas se encontraron alimentos, murales pintados, estatuas, joyas y otros artículos.

### Poder del faraón
Los faraones eran venerados como dioses en forma humana. Ellen F. Morris, sugiere que los faraones utilizaban los sacrificios de sus servidores como una forma de ostentación de su poder; lo suficientemente poderoso como para convencer a sus súbditos de que merecía la pena sacrificar sus vidas en este mundo por el faraón y su bienestar en la otra vida. Además, los familiares de las víctimas tendrían que estar convencidos de que la situación del faraón en la vida venidera era lo suficientemente importante como para permitir que sus seres queridos fueran sacrificados. Los gobernantes de Egipto tenían que convencer al pueblo de que el rey era un dios, y que lo que le pertenecía en su vida en la tierra, le pertenecía también en la vida después de la muerte.

## Pruebas de sacrificio de los sirvientes
Las pruebas de sacrificios humanos en Egipto son escasas y controvertidas. Una de las razones esgrimidas para negar estas pruebas sacrificiales es la ausencia en las víctimas de traumas perimortem.Tampoco hay representaciones directas o explícitas de sacrificios humanos en el arte o los textos del antiguo Egipto. El sacrificio de sirvientes se realizaba casi siempre a instancias del gobernante y por ello es probable que aparezca de forma diferente en el registro arqueológico que los enterramientos de víctimas de una masacre o de un asesinato aleatorio y no sancionado. Hay evidencias arqueológicas que evidencian los sacrificios de servidores: todos los individuos de este tipo de tumbas fueron enterrados simultáneamente y en las excavaciones arqueológicas se aprecia que los techos que sustentan las tumbas es continuo lo que denota que tales entierros debieron realizarse al mismo tiempo.

## Razones para el sacrificio
El propósito de los sacrificios de los sirvientes era mantener después de la muerte, el estatus social y privilegios disfrutados en vida de las élites gobernantes, en cuya cúspide se situaba el faraón. Con este sacrificio se reforzaba el poder y control ideológico de esta clase alta sobre el resto de componentes de la sociedad transmitiendo la idea de que valía la pena morir por el bien de sus gobernantes.
El faraón era considerado por sus súbditos como un dios viviente, el dios Horus. Una vez que fallecía, el faraón se transformaba en el dios Osiris, el rey de la eternidad. En algunos casos, los sacrificios parecen haber elevado el estatus y la riqueza de algunos súbditos en la vida de ultratumba. Esto se deduce por la riqueza con la que fueron enterrados y de la posición de sus sepulturas en relación con la del faraón. Para una civilización tan centrada en la vida del más allá, una garantía de felicidad y seguridad eternas parecería una posible motivación para que un siervo aceptara ser sacrificado.

## Sacrificio de sirvientes en la I dinastía
Las sepulturas alrededor de las tumbas reales a menudo contenían miembros del harén, funcionarios menores de palacio, enanos de la corte e incluso perros, como indican las estelas enterradas en las tumbas. Durante la Primera Dinastía se sacrificaba a los sirvientes tanto del faraón, la realeza y de los altos funcionarios para servirlos en el otro mundo. La mayor preeminencia del faraón también se reflejaba en el mayor número de sirvientes enterrados con él si se compara con las sepulturas de otros personajes reales y altos funcionarios de la corte.

## Reyes de la I dinastía que aplicaron el sacrificio de sirvientes

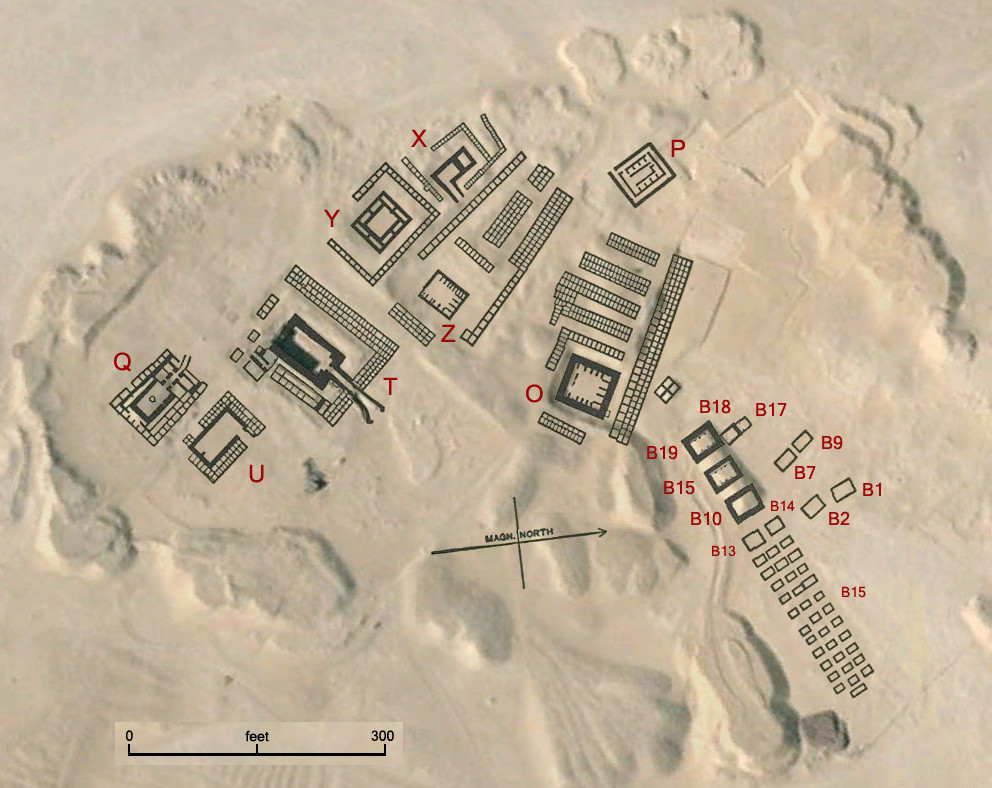
Mapa superpuesto de la necrópolis de Peqer en Umm el-Qa'ab, cerca de Abidos, en Egipto. Las tumbas de los faraones están marcadas con letras.Tumba de Aha (B19-B15-B10); Tumba de Dyer (O); Tumba de Dyet (Z); Tumba de Merytneit (Y); Tumba de Den (T); Tumba de Semerjet (U); Tumba de Qaa (Q)

### Aha
Aha, segundo faraón de la primera dinastía de Egipto. Se considera el sacrificio de unos treinta y cinco sirvientes en su sepultura, y doce en tres tumbas circundantes incluidas en su complejo funerario. En otras excavaciones realizadas sobre esta área de enterramiento faraónico se encontraron cinco tumbas próximas que contenían esqueletos de funcionarios de la corte, sirvientes y artesanos que parecían haber sido sacrificados para satisfacer las necesidades del rey en la otra vida. Otro análisis considera que existían seis sirvientes sacrificados y enterrado en la sepultura del propio faraón y treinta y cinco más fueron enterrados en sepulturas circundantes pero pertenecientes al mismo complejo funerario.

### Dyer
Dyer, hijo y sucesor de Aha. Su tumba contenía 318 sirvientes y otros 269 enterrados en los recintos que la circundan. Es poco probable que todos estos sirvientes murieran por causas naturales al mismo tiempo, lo que sugiere que todos ellos serían sacrificados a la muerte del faraón.

### Dyet
El faraón Dyet, con un patrón similar al de Dyer, incluyó 174 tumbas subsidiarias alrededor de su tumba en Abydos y a sesenta y dos sirvientes alrededor de su tumba en Saqqara.

### Merytneit
La tumba de Merytneit es más sencilla que el resto de faraones de la I dinastía. Su recinto funerario contiene 41 sepulturas subsidiarias de las cuales se estima que 33 eran probablemente sacrificiales.

### Den
Junto al enterramiento del faraón Den se localizaron unos 230 individuos enterrados simultáneamente. Una vez más, es muy improbable que un número tan grande de individuos muriera a la vez por causas naturales y se puede deducir que estos individuos fueron sacrificados para servir al faraón en su otra vida. Tal vez esto reflejara los variados cargos de la corte en el reino del faraón, posiblemente incluyendo a miembros de la familia, de la corte noble y sirvientes. Se considera que 40 de estas tumbas eran sacrificiales y otras 83 con evidencias probables.

### Semerjet
El complejo funerario de Semerjet contiene restos de 68 tumbas subsidiarias de sirvientes.

### Qaa
El complejo funerario del rey Qaa evidencia la decadencia del sacrificio de los sirvientes. Se calcula que tras la muerte del rey Qaa sólo se sacrificaron treinta sirvientes.

## Características de los sirvientes sacrificados
Un análisis detenido de cuarenta y cuatro cráneos del enterramiento del faraón Dyer sugieren que los funcionarios de mayor rango fueron enterrados alrededor de las tumbas reales, mientras que los funcionarios de menor rango y los artesanos fueron enterrados alrededor de los recintos funerarios. En ese análisis también se sugiere que los individuos enterrados alrededor de las tumbas reales estaban más sanos que los que ocupaban los enterramientos subsidiarios. Aunque existen diversas teorías sobre este hecho, hay una diferencia tan significativa desde el punto de vista estadístico, que lo más probable es que estos dos grupos no compartieran el mismo estatus social.
De los doce sacrificados y enterrados en las tres tumbas circundantes del complejo funerario del faraón Aha, todos los servidores identificados eran varones y una edad aproximada entre los veinte y veinticinco años. Se sugiere que por su sexo, juventud y su forma de enterramiento (alienados en líneas rectas) posiblemente fuese una guardia militar que protegería y serviría al faraón en la otra vida.

## Métodos de sacrificio
Parecen haberse utilizado diferentes métodos de muerte y ello evidencia que no existía un protocolo o ritual que indicase cómo debían sacrificarse los servidores o en caso de existir dicho protocolo no se cumpliese por conveniencia o preferencia individual del verdugo. Entre las opciones propuestas por deducción de los restos arqueológicos se encuentran: traumatismo por objeto contundente, estrangulamiento evidenciado por la mancha rosada de los dientes, aunque es una hipótesis discutible. Otra opción sugerida es la muerte por envenenamiento.

## Causas de la desaparición de los sacrificios de sirvientes

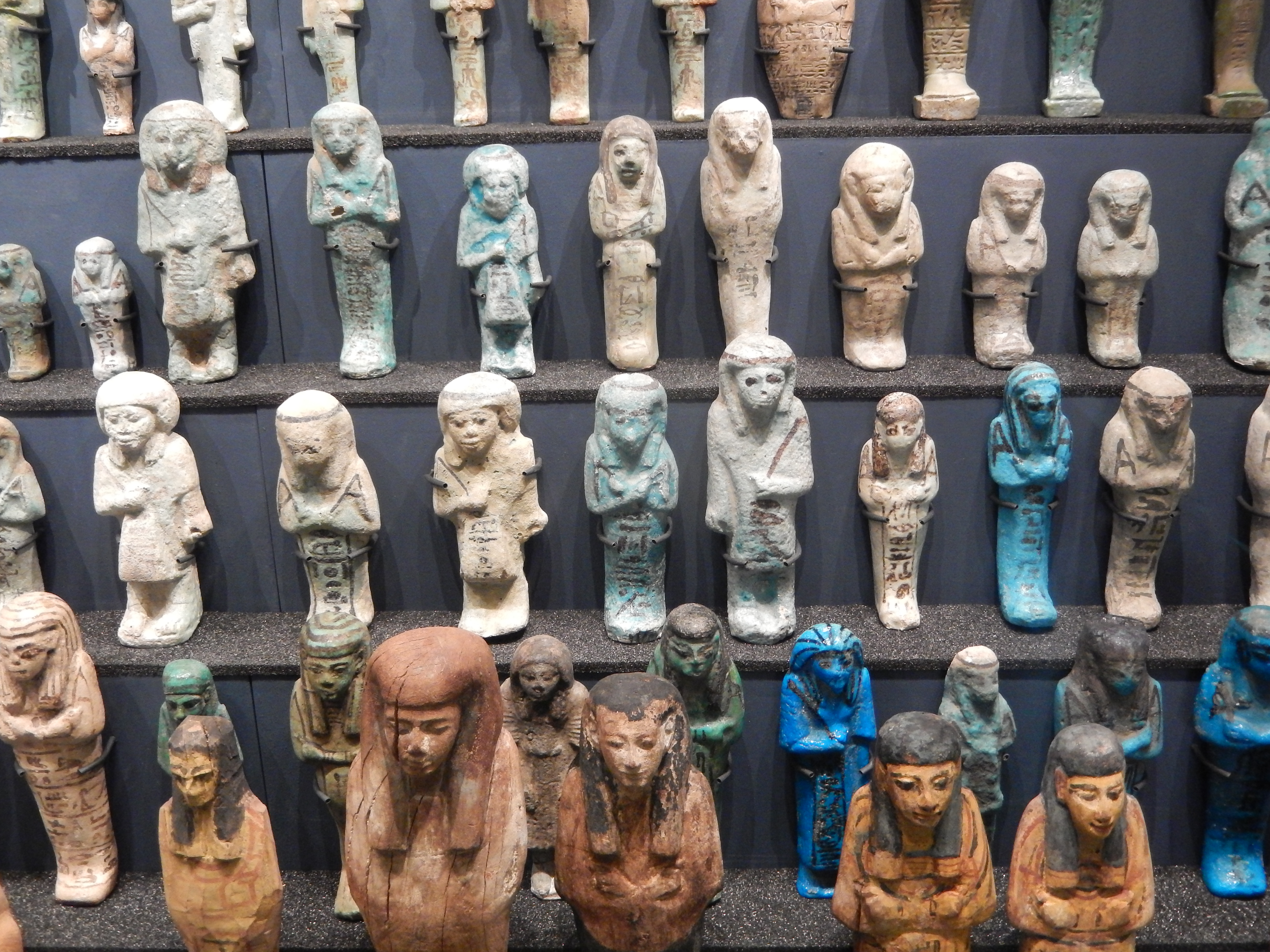
Selección de ushebti expuesta en el Museo Petrie

El sacrificio de sirvientes fue abandonado poco después del final de la Primera Dinastía. Una de las teorías postula un motivo económico. Las víctimas objeto de sacrificio se correspondían con trabajadores cualificados (artesanos conocedores de un oficio: alfareros, marineros, pintores, etc.), su pérdida suponía una merma notable de recursos económicos. Así que, aunque se descarta el sacrificio inmediato de estos sirvientes para servir al faraón en su otra vida, lo acompañarían cuando falleciesen por causas naturales y serían sepultados, años antes o después de la muerte del faraón, dentro o en las proximidades de su complejo funerario.
Otra razón probable para el declive y final de los sacrificios de los sirvientes sería la sustitución de este acto por medio de la magia, con la creación de las denominadas ushebti, unas estatuillas con forma de momia. Las ushebti realizarían una gran variedad de tareas en el más allá desde el cultivo de los campos, pasando por el servicio al difunto. En las ushebti se grababa un texto "mágico" que garantizaba el cumplimiento de las tareas asignadas.